# 周文栋
周文栋（1969年10月—），江苏响水人，中国共产党党员，中华人民共和国政治人物，现任无锡市人民政府副市长、市政府党组成员。

## 生平
周文栋于1969年10月生，江苏响水。2020年8月，任中共锡山区委书记、锡山经济技术开发区党工委书记。2022年3月18日，他在无锡市第十七届人民代表大会第一次会议上获选为该市副市长。